# Contea di Pickaway
La contea di Pickaway ( in inglese Pickaway County ) è una contea dello Stato dell'Ohio, negli Stati Uniti. La popolazione al censimento del 2000 era di 52 727 abitanti. Il capoluogo di contea è Circleville.